# Blue Train (album)
Blue Train är ett musikalbum av saxofonisten John Coltrane som lanserades sent 1957 på skivbolaget Blue Note. Skivan ses ofta som John Coltranes första riktiga soloskiva där merparten av spåren också är komponerade av Coltrane själv. Titelspåret och "Locomotion" är typiska exempel på den bluesinspirerade bop som kom att benämnas "hard bop". Skivan är vid sidan av Giant Steps och A Love Supreme ett av Coltranes mest kända album, även om det inte bröt lika mycket ny grund inom jazzmusiken som de två nämnda albumen.

## Låtlista
Alla låtar utom spår 4 är skrivna av John Coltrane.
1. Blue Train – 10:43
2. Moment's Notice – 9:10
3. Locomotion – 7:14
4. I'm Old Fashioned (Jerome Kern/Johnny Mercer) – 7:58
5. Lazy Bird – 7:00

## Medverkande
- John Coltrane – tenorsax
- Lee Morgan – trumpet
- Curtis Fuller – trombon
- Kenny Drew – piano
- Paul Chambers – bas
- Philly Joe Jones – trummor